# Metaxourgío (métro d'Athènes)
Metaxourgío (grec moderne : Μεταξουργείο) est une station de métro grecque de la ligne 2 (ligne rouge) du métro d'Athènes, située sur le territoire de la ville d’Athènes capitale de la Grèce.

## Situation ferroviaire
Établie en souterrain, la station de Metaxourgío est située sur la Ligne 2 du métro d'Athènes (ligne rouge), entre les stations de Gare de Lárissa et d'Omónia.

## Histoire
La station de Metaxourgío est mise en service le 28 janvier 2000, lors de l'ouverture de l'exploitation de première section de la ligne 2, longue de 4 kilomètres, de Sepólia à Sýntagma. Construite suivant le plan général des stations de la ligne, elle est établie à 18 mètres sous le niveau du sol, avec deux voies encadrées par deux quais latéraux.

## Service des voyageurs

### Accueil
La station dispose de deux accès, place Karaiskaki et au croisement des rues Delgianni et Chiou. Elles permettent d'accéder au niveau où se situe la billetterie, le service clients et les accès aux deux quais latéraux situés plus bas.

### Desserte
Metaxourgío est desservie par toutes les circulations de la ligne. Quotidiennement, le premier départ est à 5 h 32, en direction d'Ellinikó, et à 5 h 43, en direction Anthoúpoli, le dernier départ est à 0 h 13, en direction d'Ellinikó et à 0 h 24 en direction d'Anthoúpoli (les samedis et dimanches le dernier départ est à 2 h 13 pour Ellinikó et à 2 h 24 pour Anthoúpoli).

### Intermodalité
À proximité, arrêts de trolleybus et de nombreux bus.